# 汤池河 (贾龙河)
汤池河，位于中国云南省中部，是贾龙河右岸支流。上游称“阳宗河”，发源于澄江县北部梁王山东麓，向北流经阳宗镇，于海晏村东北入阳宗海，汤池河于阳宗海东北端出湖，向东流经宜良县汤池街道，至宜良县城北的兰家营附近汇入贾龙河。全长41.4公里，流域面积377.2平方公里。汤池河在宜良县可保村以上的河道比降相对平缓，下段为深山峡谷区，干流总落差1198米。